# 拉登泰因

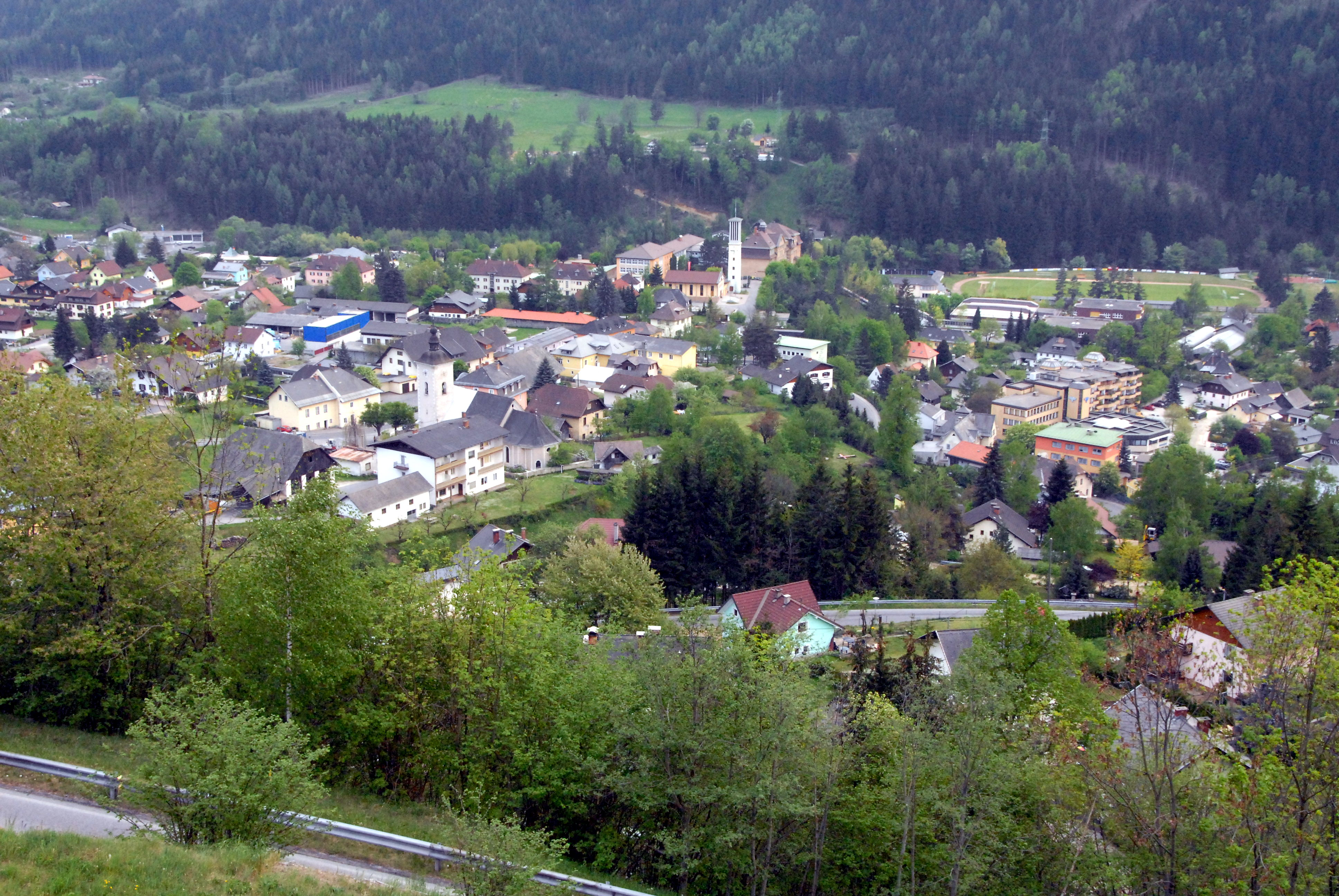

拉登泰因（德语：Radenthein）是奧地利的城鎮，位於該國南部，由克恩頓州負責管轄，面積89.3平方公里，海拔高度746米，2012年人口6,208，其中六成居民信奉羅馬天主教。

## 外部連結
- Nock city Radenthein （页面存档备份，存于）
- National park Nockberge
- REZ Radenthein （页面存档备份，存于）
- Granatium Radenthein[永久]